# Льюис, Холли
Хо́лли Лью́ис-Ротена́чер (англ. Holly Lewis-Rhotenacher; 26 декабря 1965, Гранд-Айленд, Небраска, США — 22 июня 2012, Мардок, Небраска, США) — американская актриса, сценарист и кинопродюсер.

## Биография
Холли Льюис родилась 26 декабря 1965 года Гранд-Айленде (штат Небраска, США) в семье Кортеза и Риты Льюис. У Льюис было два брата — Марк Льюис и Скотт Льюис. От Марка у неё был племянник Кой, а от Скотта — племянница Тейлор.
В период своей 16-летней кинокарьеры, длившейся в 1993—2009 года, Холли сыграла в 16 фильмах и телесериалах. Также Льюис была сценаристом и кинопродюсером.
46-летняя Холли скончалась 22 июня 2012 года у себя дома в Мардоке (штат Небраска, США) по неизвестным публике причинам, где жила со своим мужем Рэйдером Ротеначер.

## Избранная фильмография

### Актриса
| Год  |   | Русское название              | Оригинальное название        | Роль             |
| ---- | - | ----------------------------- | ---------------------------- | ---------------- |
| 1993 | ф | Я женился на убийце с топором | So I Married an Axe Murderer | клубная поэтесса |
| 1994 | с | Сайнфелд                      | Seinfeld                     | гость на обеде   |
| 1994 | ф | Когда мужчина любит женщину   | When a Man Loves a Woman     | персона          |

### Сценарист
- 2004 — «Оскар»/Oscar

### Продюсер
- 2004 — «Оскар»/Oscar
- 2008 — «Идеальный день»/The Perfect Day